# Ligne de Stuttgart à Singen
La ligne de Stuttgart à Singen appelée Gäubahn (Stuttgart–Singen) (chemin de fer du) est une ligne de chemin de Fer allemande reliant Stuttgart à  Singen via Eutingen im Gäu, Horb am Neckar, Rottweil et Tuttlingen.

## Caractéristiques
La ligne de chemin de fer à une longueur de 171,6 km, elle est entièrement électrifiée et adaptée aux trains pendulaires.

## Historique
La majeure partie de la ligne est construite entre 1866 et 1879 par les Chemins de fer d'État royaux wurtembergeois (de) et les Chemins de fer de l'État de Bade.